# Драгово (Закарпатская область)
Дра́гово (укр. Драгово) — село в Хустском районе Закарпатской области Украины. Административный центр Драговской сельской общины.
Население по переписи 2001 года составляло 4450 человек. Почтовый индекс — 90432. Телефонный код — 31-42. Код КОАТУУ — 2125382801.

## Достопримечательности
В нескольких километрах от села, в лесу, находится женский монастырь Святого Архангела Михаила (Свято-Архангельский Михайловский монастырь).
Монастырь был основан еще в начале 18-го века (около 1705). Согласно легенде, сделал это дед или отец румынского воеводы Балицы и магистр Драга. В 1725, во время постройки фундамента под одно из возводимых строений, рабочие наткнулись на огромный камень-плиту, похожий на алтарь. Тогда и появилось предположение о существовании на месте возведения монастыря более ранней постройки.
Считается, что разрушен «первый монастырь» был в 1870 кальвинистом Илошваем. По одной из версий — монастырь был сожжен вместе со всеми 130-ю монахами, в нем обитавшими. На развалинах монастыря селяне поставили крест в месте, где был престол.
Первые идеи возрождения монастыря появились только в 1913. За отстройку храма взялся игумен Висилий Орос. Под монастырь бесплатно выделили землю. В 1934 был заложен фундамент церкви. Строительство велось год, после чего монастырь был освящен, но уже как женский монастырь. Со временем был построен корпус на 5 келий для монахинь из окрестных сел. В 1937 монастырю подарили колокол. С приходом советской власти монастырская земля была забрана, а со временем был закрыт и монастырь. В его помещениях устроили базу отдыха для сотрудников хустской фетро-фильцевой фабрики.
Восстановление монастыря началось лишь в 1989, им занялась монахиня Ефимия (укр. Евфимия). Вскоре землю вернули верующим, затем была построена церковь. Со временем пристроился еще один корпус и небольшая часовня.
В начале лесной дороги, ведущей к монастырю, на берегу реки расположен бювет с минеральной водой под названием «Буркут».

## Известные уроженцы
- Росоха, Степан Юрьевич (1908—1986) — закарпатский украинский общественно-политический деятель, заместитель Председателя Сейма Карпатской Украины, журналист, издатель. Доктор права.
- Худа Василий Николаевич (1918—1997) — выдающийся религиозный деятель, проректор Ужгородской Духовной академии, исповедник веры, поэт, краевед, автор нескольких учебников, первый священник села Драгово.